# Ficus repens
Ficus repens, higuera trepadora, es una especie de planta de la familia Moraceae.

## Descripción
Nativas de Asia y Australia, estas plantas se han extendido por el resto del mundo. Son trepadoras perennes, que se adhieren a las superficies rugosas. Las hojas son simples e íntegras y forman un follaje denso. Miden entre 1,5 y 2,5 cm y su color es verde oscuro. Los frutos son higos de color verde algo purpúreo que miden entre 5 y 8 cm de longitud. Las ramas que dan fruto son fuertes y robustas. Estas carecen de raíces aéreas, y sus hojas son más grandes que en el resto de la planta.

## Usos
Se utiliza con finalidades ornamentales por su capacidad de adherencia y por sus cambios de aspecto con las estaciones.

## Taxonomía
Ficus repens fue descrita por Roxb. ex Sm. y publicado en The cyclopædia; or, Universal dictionary of arts, sciences, and literature 14: 100. 1810.
Etimología
Ficus: nombre genérico que se deriva del nombre dado en latín al higo.
repens: epíteto latino que significa "rastrera".
Sinonimia
- Ficus assamica Miq.
- Ficus heterophylla var. assamica (Miq.) Corner ex Chater
- Ficus morifolia Vahl
- Ficus rubifolia Griff.[4]